# 나이퀴스트 진동수
나이퀴스트 진동수(Nyquist frequency)는 해리 나이퀴스트가 제안한 것으로, 정해진 샘플링 속도에 대해 에일리어싱 없이 샘플링하는 가장 느린 샘플링되는 신호의 가장 큰 진동수이다.